# Lydipta conspersa
Lydipta conspersa är en skalbaggsart som först beskrevs av Aurivillius 1922.  Lydipta conspersa ingår i släktet Lydipta och familjen långhorningar.
Artens utbredningsområde är Paraguay. Inga underarter finns listade i Catalogue of Life.